# Пассажирский самолёт

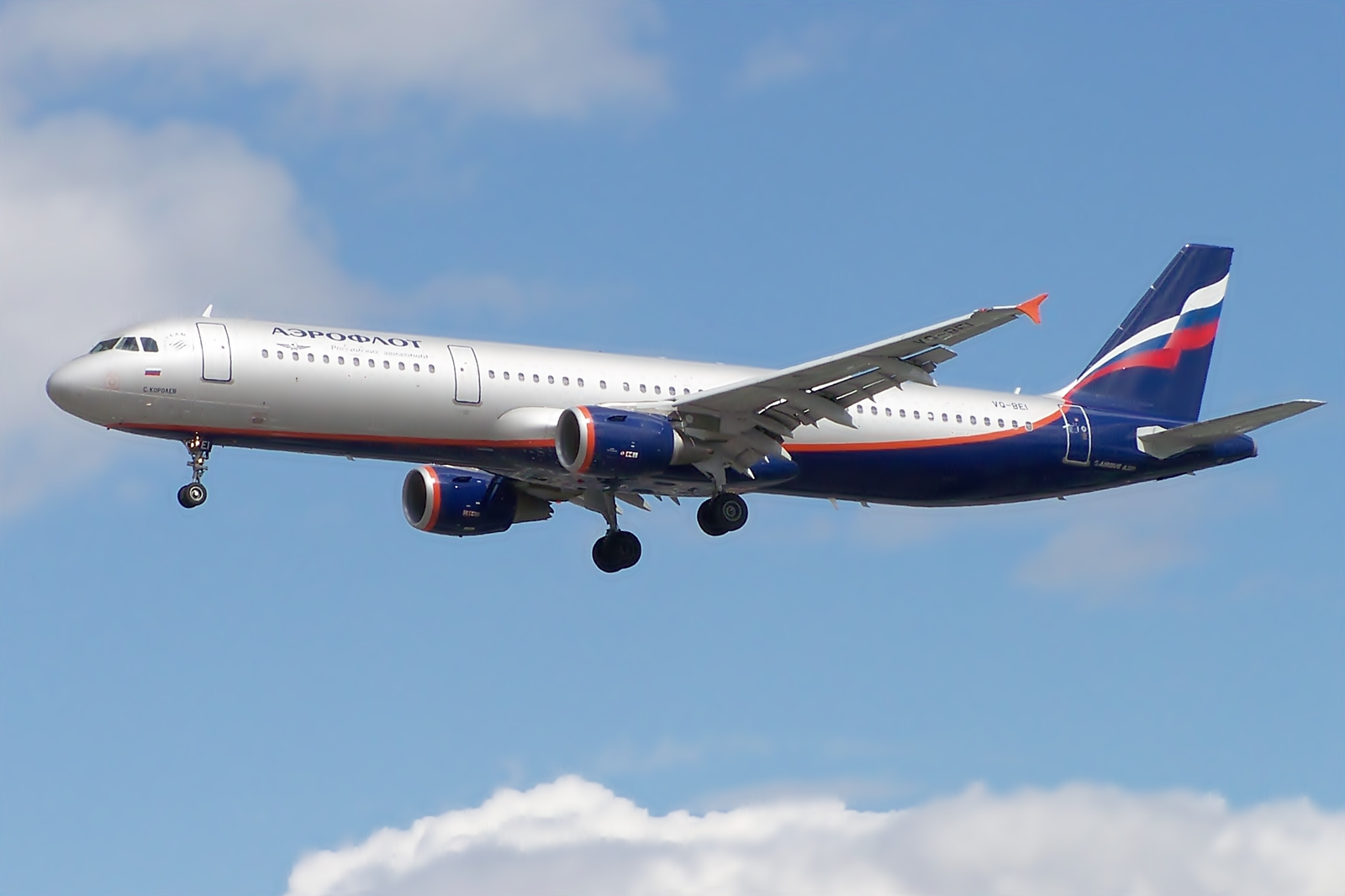
Airbus A321-200 в новой ливрее «Аэрофлота» 2003 года

Пассажирский самолёт (коммерческий самолёт, авиалайнер) — самолёт, предназначенный и оборудованный для перевозки пассажиров и багажа. В отличие от многоцелевых транспортных самолетов, пассажирские самолёты имеют раздельные отсеки для перевозки людей и груза, или не имеют дополнительного грузового отсека вовсе. Также самолет по статистике является самым безопасным видом транспорта в мире.

## История развития

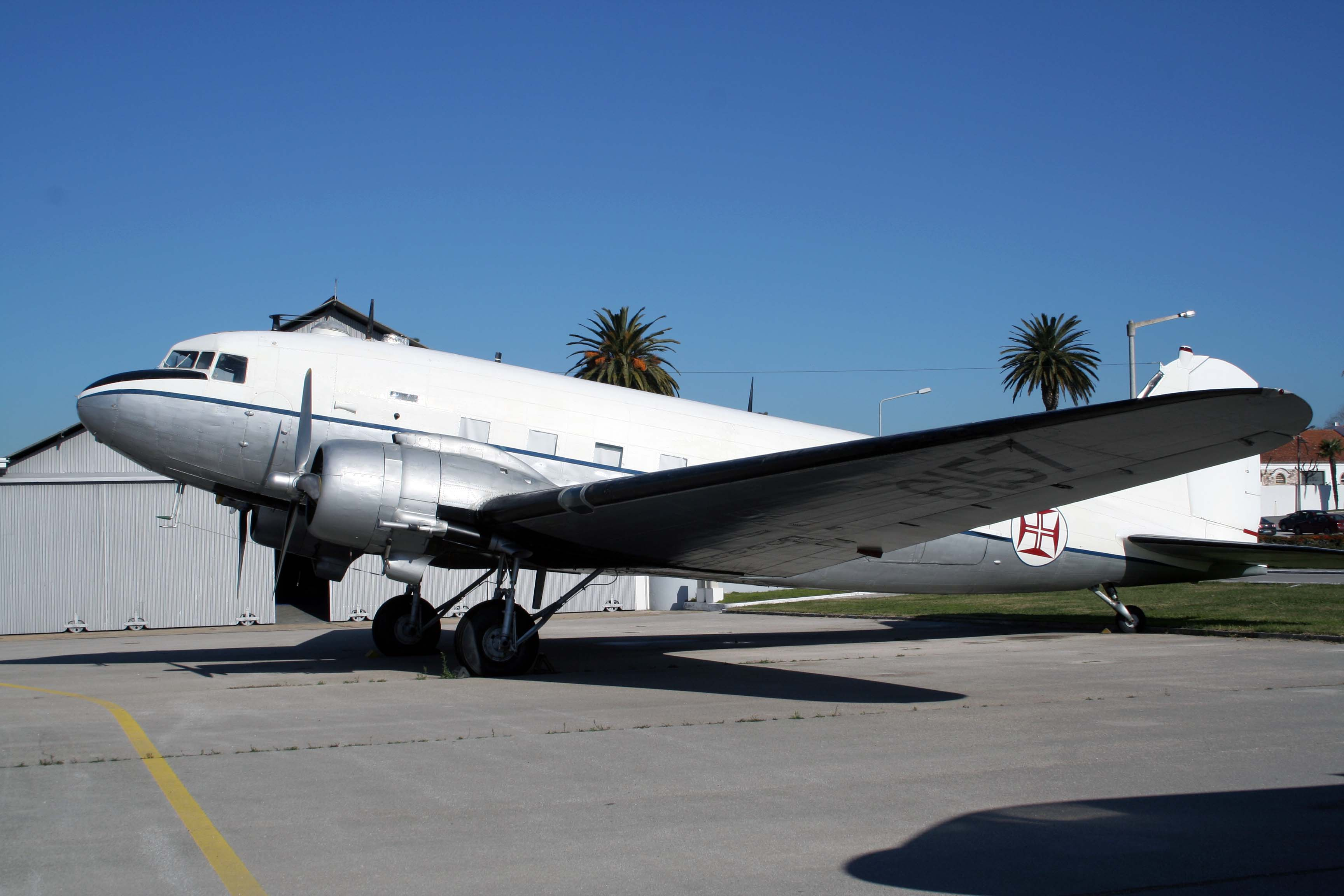
Douglas DC-3

Первым в истории самолётом, который спроектирован как пассажирский, катавшим публику уже в 1911 году, стал французский Блерио XXIV Limousine. А в России в 1913 году — «С-21 „Гранд“» четырёхмоторный цельнодеревянный биплан созданный на Русско-Балтийском вагонном заводе. Самолёт конструкции Игоря Ивановича Сикорского с комфортабельным салоном. Имелось отопление и электроэнергия. Машина построена к октябрю 1913 года. На ней производили показательные полёты и установили несколько рекордов грузоподъёмности и дальности, совершив перелёт Петербург—Киев—Петербург всего с одной промежуточной посадкой в Орше. Но для регулярного пассажирского сообщения он не использовался. С началом Первой мировой войны, проект использовался как бомбардировщик «Илья Муромец». Его же модификация стала первым самолётом, спроектированным как авиалайнер.
В СССР сначала использовали для пассажирских перевозок самолёты немецкой фирмы Junkers, но уже в 1925 году начали внедрять самолёты «К» конструкции Константина Алексеевича Калинина. Примерно в то же время в КБ Туполева был создан ПС-9 (АНТ-9, «Крылья Советов»), а в Харькове — самолёт ХАИ-1. Кроме того, выпускались самолёты серии «Сталь» с цельнометаллическим планером конструкции ОКБ Путилова — Сталь-2, Сталь-3, Сталь-7. Во второй половине 30-х появились 12-местные ПС-89 (группа А. Лявиля на Заводе им. Гольцмана) и ПС-35 (КБ Туполева). Также началось производство ПС-84/Ли-2 — лицензионные копии американского «Дугласа» DC-3, которые перевозили уже 21 пассажира, хотя и с меньшей скоростью, чем ПС-35. Помимо специально спроектированных пассажирских самолётов, выпускались и пассажирские самолёты на базе военных.
За границей ставка первоначально также была сделана на сравнительно небольшие самолёты. Попытки создания гигантских лайнеров, вроде Farman F.60 «Голиаф» (на базе бомбардировщика времён Первой мировой войны), и здесь потерпели фиаско. Первым массовым пассажирским самолётом стал американский Ford Trimotor. Он был оснащен тремя поршневыми моторами (два на подкосах и один на носу) и брал на борт 8 пассажиров. Trimotor производился с 1925 по 1933, но благодаря своей надёжности использовался ещё многие годы после окончания производства. В середине 30-х началось производство DC-3, ставшего одним из наиболее массовых в истории пассажирским самолётом. Он производился в том числе и для нужд армии США и Союзников в годы Второй мировой войны как C-47 Skytrain (Dacota). Самолёт брал на борт 21-32 пассажира. DC-3 производился по лицензии и в СССР под обозначением ПС-84/Ли-2. Самым популярным самолётом в предвоенной Европе был Junkers Ju52/3m. Значительное распространение получили пассажирские гидросамолёты. В 1938 году в небо поднялся Boeing 307 Stratoliner первый пассажирский самолет с наддувом кабины.

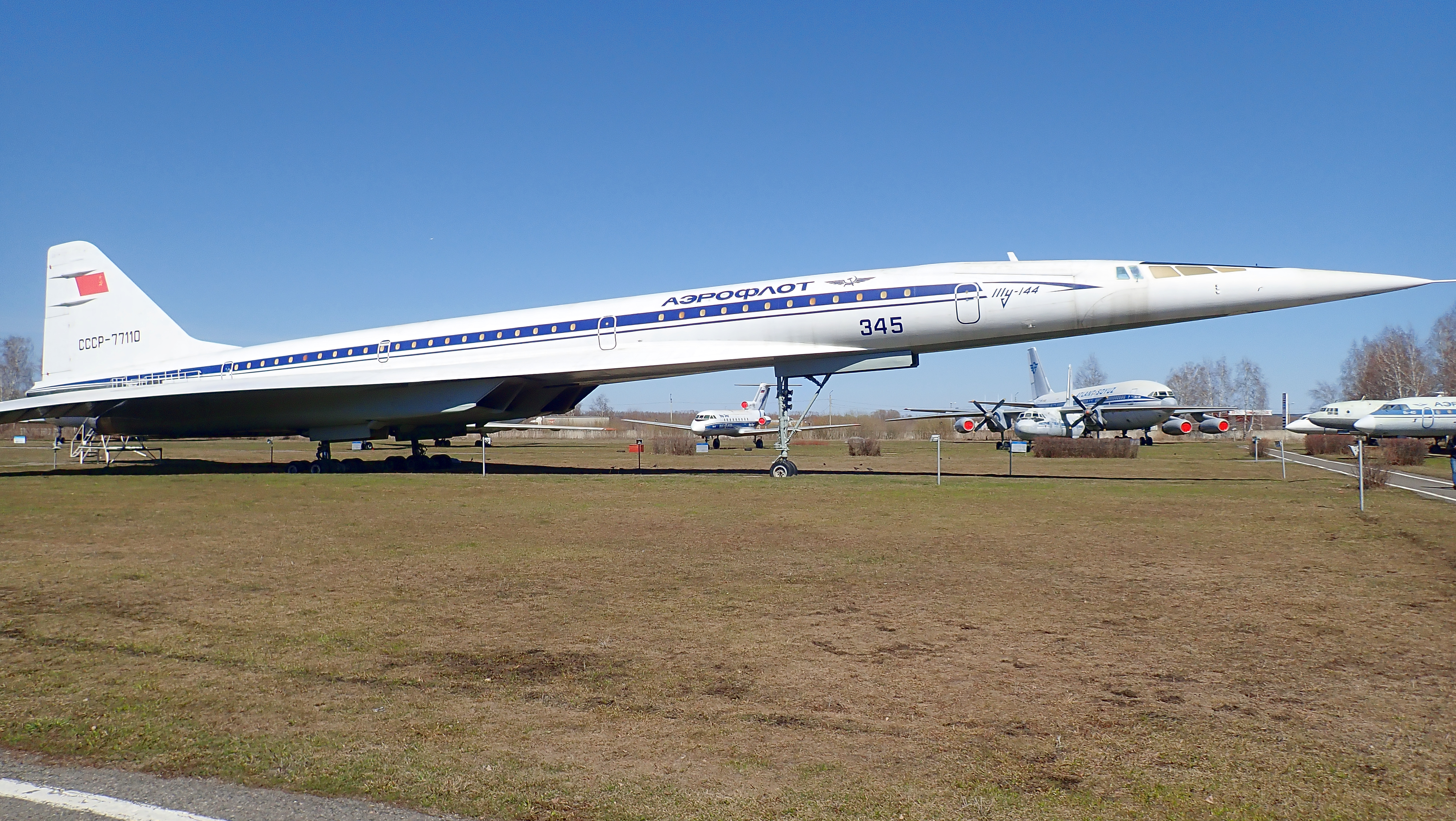
Ту-144 — советский сверхзвуковой пассажирский самолёт

По окончании войны для ведущих конструкторских бюро было характерно создание многомоторных пассажирских самолётов на основе планеров тяжёлых бомбардировщиков, огромный опыт постройки и эксплуатации которых был накоплен в военные годы. До появления больших реактивных самолетов в конце 1950-х, в полетах на дальние расстояния господствовали американские поршневые самолеты Lockheed Constellation, Douglas DC-6, Douglas DC-7, способные совершать беспосадочные перелеты на расстояние до 10 000 км. На маршрутах средней протяженности в 50-е годы начали набирать популярность турбовинтовые самолеты, первым из которых стал Vickers Viscount.
В 1950-е годы началась эра реактивных авиалайнеров. Первым таким самолётом стал британский De Havilland Comet, поднявшийся в воздух 27 июля 1949. Однако после серии катастроф, вызванных недостаточной прочностью конструкции, авиалайнер в 1954 был временно снят с рейсов и подвергнут серьёзной модернизации, продолжавшейся до возобновления эксплуатации в 1958 году. Лидерство Англии в реактивной пассажирской авиации утрачено с появлением в США более крупного Boeing 367-80 (первый полёт 15 июля 1954 года) — будущий Boeing 707, во Франции Sud Aviation Caravelle (первый полёт 27 мая 1955 года) и Ту-104 (первый полёт 17 июня 1955), созданный на основе удачного бомбардировщика Ту-16 в СССР. Запущенные в эксплуатацию в 1958 году самолеты Boeing 707 и Douglas DC-8 благодаря большой вместимости, дальности и высокой скорости стали популярны у авиакомпаний и по настоящему открыли реактивную эру в мировой гражданской авиации. В 1958 году количество пассажиров, перевезенных через Атлантический океан авиацией, впервые превысило количество пассажиров перевезенных морским путем, что ознаменовало начало полного отказа от морских судов как главного транспорта, использовавшегося для перемещения пассажиров между материками.
Дальнейшим развитием гражданской авиации стали широкофюзеляжные самолёты (аэробусы). Американский Boeing 747 был первым широкофюзеляжным самолётом, поднявшимся в воздух в 1969. Самым большим широкофюзеляжным самолётом сверхбольшой вместимости стал двухпалубный Airbus A380, совершивший первый полёт 27 апреля 2005.
В конце 1960-х годов XX века появились и первые сверхзвуковые самолёты — советский Ту-144 и англо-французский Concorde. Впрочем, коммерческого успеха они не добились, став скорее символами престижа национальных авиационных отраслей. Ту-144 после нескольких катастроф был выведен из эксплуатации. Конкорд прослужил до 2003, но катастрофа в 2000 г. оказалась фатальной и для этого самолёта, также выведенного из эксплуатации.
Несмотря на неосуществление нескольких других бывших и существующих проектов пассажирских сверхзвуковых и околозвуковых самолётов (Boeing 2707, Boeing Sonic Cruiser, Douglas 2229, Lockheed L-2000, Ту-244, Ту-344, Ту-444, SSBJ и др.) и снятие с эксплуатации самолётов двух реализованных проектов, разрабатывались ранее и существуют современные проекты гиперзвуковых (в том числе суборбитальных) пассажирских авиалайнеров (напр., ZEHST, SpaceLiner) и военно-транспортных (десантных) самолётов быстрого реагирования.
Долгое время на конструкцию авиалайнеров оказывали влияние мировые законодательные ограничения, согласно которым двухмоторные самолеты не могли прокладывать маршрут на удалении более 1 часа крейсерского полета от близлежащего подходящего для посадки аэропорта. По этой причине все дальнемагистральные самолеты, совершающие полеты над океанами, конструировались с тремя и четырьмя двигателями. Усилиями фирмы Boeing по продвижению своей двухмоторной модели Boeing 767 в середине 80-х были введены нормы ETOPS, благодаря которым двухмоторные самолеты могли удаляться от ближайших аэропортов на 90, 120, 180 и более минут. Это позволило производителям разрабатывать крупные двухмоторные дальнемагистральные самолеты, такие как Boeing 777 и Airbus A330, которые по причине своей экономичности стали повсеместно вытеснять самолеты с количеством двигателей более двух.
В наши дни основной акцент делается на совершенствование авиационных двигателей, с целью повышения топливной эффективности и снижения уровня шумности, совершенствование авионики и облегчение конструкции планера за счет применения материалов нового поколения, в том числе на основе композитов. Новым словом в применении композитных материалов в пассажирской авиации стал самолет Boeing 787, в котором удельный вес композитных материалов составляет около 50 %. Принципиальным достижением в сфере повышения экономичности стала разработка двигателей с высокой степенью двухконтурности, что позволило увеличить КПД и тем самым снизить расход топлива. Если первый советский реактивный пассажирский самолет Ту-104 расходовал 6000 кг/час и вмещал 50 пассажиров, то современный Airbus A350-900, имея типичную компоновку на 325 пассажиров, расходует 5800 кг/час.

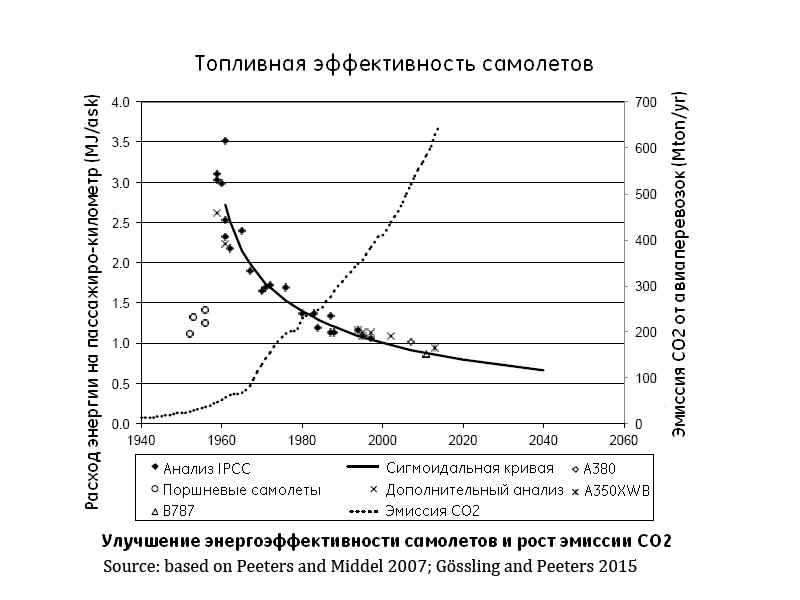
Энергоэффективность самолетов и эмиссия от авиаперевозок

Исторически топливной эффективности самолета не придавалось решающего значения, она рассматривалась наряду с другими качествами. Первые реактивные пассажирские самолеты уступали в топливной эффективности современным им самолетам с поршневыми двигателями как минимум вдвое, главное значение тогда придавалось скорости и дальности полета. Типичный современный воздушный лайнер по расходу топлива на пассажиро-километр находится на уровне поршневых пассажирских самолетов середины 50-х годов. Существует тенденция к снижению расхода топлива за счет совершенствования конструкций самолетов, но темпы этого процесса с годами снижаются. В 2020-х годах они, вероятно, составят менее 1 % в год.

## Виды и категории пассажирских самолётов

### По дальности полёта
По дальности полёта пассажирские самолёты делятся на:
- дальнемагистральные — свыше 6000 км (или свыше 8000 км);
- среднемагистральные — от 2500[6] до 6000 км (или до 8000 км);
- ближнемагистральные — от 1000 до 2500 км;
- самолёты местных воздушных линий — менее 1000 км.

### По конструкциифюзеляжа

#### Широкофюзеляжные

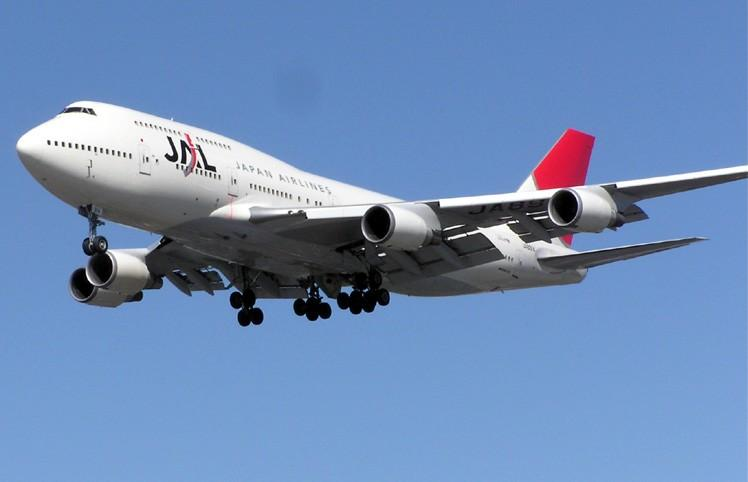
Боинг 747

Широкофюзеляжные авиалайнеры, именуемые также как аэробусы, являются рекордсменами по габаритам среди пассажирских самолётов. Длина фюзеляжа у крупнейших машин превышает 70 метров, а диаметр — 5-6 метров, что позволяет разместить в ряду 6-10 кресел. Существуют двухпалубные широкофюзеляжные самолёты, такие как Боинг 747 и А380. Кроме них, в настоящее время используются однопалубные широкофюзеляжные A300, A310, A330, A340, A350, Боинг 767, 777 и Боинг 787 Dreamliner, а также Ил-86 и Ил-96. Широкофюзеляжные самолёты предназначены для перевозки большого количества пассажиров на, как правило, средние и большие расстояния. Такие самолёты ввиду своей чрезвычайной дороговизны, как правило, берутся авиакомпаниями в операционный лизинг, а не покупаются.

#### Узкофюзеляжные
Узкофюзеляжные самолёты гораздо более распространены. Они используются, как правило, на авиалиниях средней и малой протяженности и имеют меньшую по сравнению с широкофюзеляжными самолётами пассажировместимость. Диаметр фюзеляжа на этих воздушных судах не превышает 4 метров. Наиболее распространенные представители этого класса — американские Боинг 737 и 757, европейский А320 и Советские/Российские Ту-154, и Ту-204/214.

### По видам перевозок

#### Международные
На международных перевозках обычно используют дальне- и среднемагистральные самолёты.

#### Региональные
На региональных перевозках обычно используют ближнемагистральные или среднемагистральные самолёты с пассажиро-вместимостью 20-100 пассажиров и полетами на расстояние до 3 тысяч километров. На этих самолётах могут устанавливаться как турбовинтовые, так и турбореактивные двигатели. Примерами являются самолёты семейств ERJ, CRJ, ATR, Dash-8 и SAAB, советские и постсоветсткие самолёты Як-40, Ан-24, Ан-140, Ан-148, Ан-158, Ил-114, Sukhoi Superjet 100, ТВРС-44 «Ладога».

#### Местные
Самолёты, предназначенные для перевозки малого числа пассажиров (до 20) на расстояния до 1000 километров. Чаще всего такие самолёты оснащаются турбовинтовыми или поршневыми двигателями. Наиболее распространены в этой категории самолёты семейств Cessna и Beechcraft, широко применяется самолёт Ан-2 и его модификации.

## Крупнейшие производители

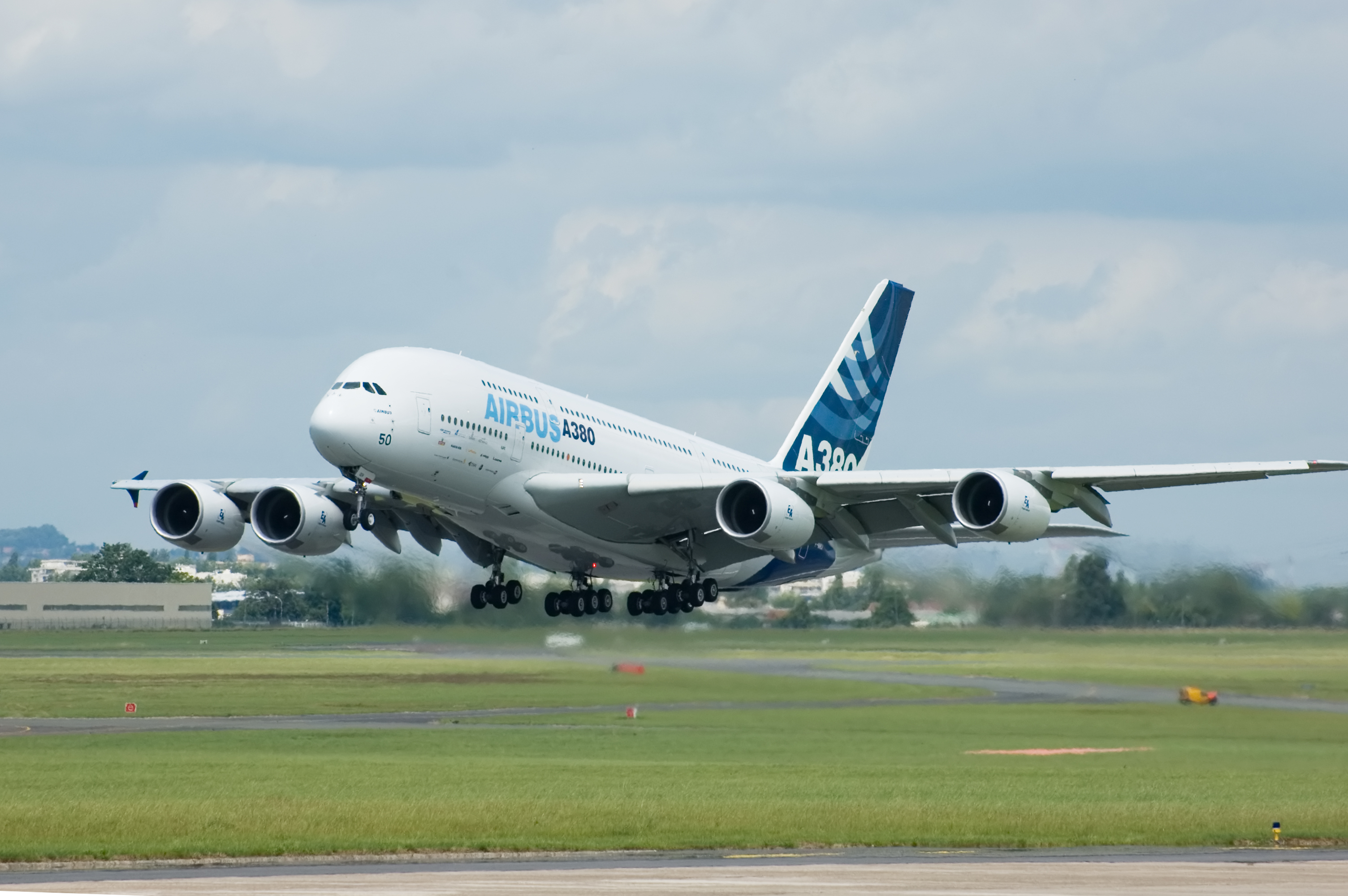
Airbus А380

На рынке пассажирского самолётостроения исторически доминируют американские, европейские и советские/российские/украинские производители.
- Европейский Союз:
  - Airbus
  - ATR
  - Saab AB
- СССР/Россия/Украина (страны СНГ):
  - ОАК (на 2022 в него входят КБ и производственные компании: ОКБ Сухого, Иркут, ОКБ Туполева, Ильюшина (Ил)
  - АНТК им. О.К. Антонова
  - УЗГА
- США:
  - Boeing
  - McDonnell Douglas (ныне в составе «Boeing»)
- Канада:
  - Bombardier
- Бразилия:
  - Embraer
- Китай
  - Aviation Industry Corporation of China (AVIC)
  - Commercial Aircraft Corporation of China (Comac)

## Известные самолёты
- Илья Муромец (1913) — первый пассажирский самолёт.
- de Havilland Comet (1949) — первый в мире реактивный пассажирский самолёт.
- Ту-104 (1955) — первый советский реактивный пассажирский самолёт.
- Boeing 737 (1968) — самый массовый реактивный пассажирский самолёт.
- Boeing 757 (1983) - самый длинный в мире узкофюзеляжный самолет
- Boeing 747 (1969) — первый в мире пассажирский широкофюзеляжный самолёт.
- Ту-154 (1972) — самый массовый советский реактивный пассажирский самолёт.
- Airbus A300 (1972) — первый в мире двухмоторный широкофюзеляжный самолёт.
- Ту-144 (1973) — советский пассажирский сверхзвуковой самолёт, один из двух пассажирских сверхзвуковых самолётов в мире наряду с Конкордом.
- Конкорд (1976) — британо-французский пассажирский сверхзвуковой самолёт, один из двух пассажирских сверхзвуковых самолётов в мире наряду с Ту-144.
- Airbus A320 (1987) — первый в мире пассажирский самолёт c электродистанционной системой управления.
- Ан-225 (1988) — самый грузоподъёмный самолёт за всю историю авиации.
- Boeing 777 (1995) — один из самых длинных в мире широкофюзеляжных пассажирских самолётов.
- Аirbus A380 (2005) — крупнейший в мире пассажирский самолёт.

## Пассажирские авиаперевозки
Пассажирские самолёты осуществляют перевозки пассажиров и почты, совершая регулярные (либо нерегулярные) рейсы. Годовой объем пассажирских авиаперевозок (в пассажиро-километрах) с 1970 по 2010 год увеличился в девять раз. В 2018 году в мире использовались около 21 тыс. пассажирских самолетов, авиаиндустрия прогнозирует увеличение парка до 37 тыс. к 2037 году
С целью увеличения прибыли авиакомпании стремятся уменьшить время, проводимое самолётом на земле, увеличить срок службы авиалайнера далеко за срок амортизации, увеличить регулярную загрузку самолёта.

## Критика
Бизнес пассажирских авиаперевозок подвергается критике со стороны общественных экологических групп. Есть оценки, что в расчёте на единицу времени полёт на пассажирском самолете имеет наиболее существенное влияние на экологию по причине выбросов CO2, которые имеют тенденцию к росту несмотря на предлагаемые отраслью технические решения, принимаемые под давлением общественного мнения. Отчасти величина выбросов связана с величиной пассажиропотока, который ранее имел тенденцию к росту и его призывали уменьшить.
По оценкам некоторых левых экологических движений, полёт на пассажирском самолете совершали не более 5 % населения планеты, и даже в развитых странах больше половины полётов совершается богатым меньшинством населения, в основном ради развлечения.